# 103-я гвардейская стрелковая дивизия
103-я гвардейская стрелковая дивизия — общевойсковое гвардейское формирование (соединение, стрелковая дивизия) РККА ВС СССР в Великой Отечественной войне.

## История
Дивизия сформирована в соответствии с приказом Ставки Главнокомандования № 0047 от 18 декабря 1944 года из 13-й гвардейской воздушно-десантной дивизии в декабре 1944 года в городе Быхов, при этом входившие в состав воздушно-десантной дивизии бригады стали полками дивизии, а именно:
- 3-я гвардейская воздушно-десантная бригада стала 317-м гвардейским стрелковым полком;
- 5-я гвардейская воздушно-десантная бригада стала 322-м гвардейским стрелковым полком;
- 324-й гвардейский стрелковый полк сформирован на базе остатков бригад после их переформирования в полки.

Днём сформирования соединения считается 1 января 1945 года, когда состоялось вручение Боевого Знамени.
В составе действующей армии с 21 февраля по 11 мая 1945 года.
Из Быхова в феврале 1945 года воинскими поездами была переправлена под Краков, откуда через города Бузэу и Плоешти была переброшена под Будапешт. С 16 марта по 1 апреля 1945 года дивизия вела ожесточённые бои в районе озера Балатон, с боями двигалась по северному побережью озера Балатон, участвовала в освобождении городов Веспрем 23 марта 1945, Девечер 26 марта 1945, Шарвар 28 марта 1945, Сомбатхей 29 марта 1945, 2 апреля 1945 года освободила Глогниц, затем вела бои на улицах Вены, в конце апреля находилась западнее Вены в Австрийских Альпах, преследуя отступающие войска противника.
28 апреля 1945 года дивизия завершила боевые действия и была отведена на отдых и доукомплектование к окрестностям города Баден. 6 мая 1945 года дивизия выступила маршем в направлении Вены, и к утру 8 мая 1945 года сосредоточилась в районе города Трауфельд. 12 мая 1945 года части дивизии вступили в город Тржебонь
В 1946 году соединение вновь переформировано в воздушно-десантную дивизию с сохранением войскового номера — 103, всех наград, почётных наименований и дня рождения соединения. Местом дислокации определён город Витебск и Витебская область. (см. 103-я гвардейская воздушно-десантная дивизия)

## Полное наименование
После окончания войны, полное наименование — 103-я гвардейская стрелковая Краснознамённая ордена Кутузова дивизия.

## Состав
- управление
- 317-й гвардейский стрелковый полк
- 322-й гвардейский стрелковый полк
- 324-й гвардейский стрелковый полк
- 52-я гвардейская дивизионная артиллерийская бригада
- 116-й гвардейский отдельный истребительно-противотанковый дивизион
- 105-й гвардейский отдельный зенитно-артиллерийский дивизион
- 112-я отдельная гвардейская разведывательная рота
- 130-й отдельный гвардейский сапёрный батальон
- 187-й отдельный гвардейский батальон связи
- 175-й отдельный медико-санитарный батальон
- 114-я отдельная гвардейская рота химической защиты
- 274-я автотранспортная рота
- 245-я полевая хлебопекарня
- 320-й дивизионный ветеринарный лазарет
- 3177-я полевая почтовая станция
- 1993-я полевая касса Государственного банка

## В составе
| Дата            | Фронт (округ)        | Армия                 | Корпус (группа)                    | Примечания |
| --------------- | -------------------- | --------------------- | ---------------------------------- | ---------- |
| 01.01.1945 года | Резерв Ставки ВГК    | —                     | 37-й гвардейский стрелковый корпус | —          |
| 01.02.1945 года | Резерв Ставки ВГК    | 9-я гвардейская армия | 37-й гвардейский стрелковый корпус | —          |
| 01.03.1945 года | 2-й Украинский фронт | 9-я гвардейская армия | 37-й гвардейский стрелковый корпус | —          |
| 01.04.1945 года | 3-й Украинский фронт | 9-я гвардейская армия | 37-й гвардейский стрелковый корпус | —          |
| 01.05.1945 года | 3-й Украинский фронт | 9-я гвардейская армия | 37-й гвардейский стрелковый корпус | —          |

## Командиры
- Степанов, Сергей Прохорович (18.12.1944 — 11.05.1945), полковник
- Эпин, Ефим Павлович (июнь 1945 — август 1946), генерал-майор

## Награды и наименования
| Награда (наименование)    | Дата                                                      | За что награждена |
| ------------------------- | --------------------------------------------------------- | --- |
| Орден Красного Знамени    | Указ Президиума Верховного Совета СССР от 26.04.1945 года | За образцовое выполнение заданий командования в боях с немецкими захватчиками при овладении городами Сомбатель, Капувар, Кесег и проявленные при этом доблесть и мужество. |
| Орден Кутузова II степени | Указ Президиума Верховного Совета СССР от 26.04.1945 года | За образцовое выполнение заданий командования в боях с немецкими захватчиками при овладении городами Папа, Девечер и проявленные при этом доблесть и мужество.             |

Награды частей дивизии:
- 317-й гвардейский стрелковый ордена Александра Невского[4] полк
- 322-й гвардейский стрелковый ордена Кутузова[5] полк
- 324-й гвардейский стрелковый ордена Александра Невского[5] полк

## Воины дивизии
| Награда                | Ф. И. О.                        | Должность                                                          | Звание                  | Дата награждения | Примечания                                                                    |
| ---------------------- | ------------------------------- | ------------------------------------------------------------------ | ----------------------- | ---------------- | ----------------------------------------------------------------------------- |
|                        | Шишунов, Иван Алексеевич        | Пулемётчик 322-го гвардейского стрелкового полка                   | гвардии младший сержант | 29.06.1945       | награждён посмертно бросился с гранатами под танк                             |
| Орден "Красная Звезда" | Максимов, Алексей Александрович | Начальник радиостанции РБ радиовзвода штабной роты батальона связи | гвардии сержант         | 04.04.1945       | Находясь под сильным артиллерийским обстрелом , обеспечил бесперебойную связь |